# تحكم استشرافي
التحكم الاستشرافي (Predictive Control أو Model Predictive Control) طريقة من طرق التحكم وتطويع النظم وتعرف بالإنجليزية ب receding horizon أو moving horizon control أيضا. خاصية هذه الطريقة أنها تدخل التغيرات المستقبلية لمداخل الأهداف (أي تغير القيمة التي نريدها لمخارج النظام) في حساب مخارج المتحكم مما يجعل هذه الطريقة تستعمل في المسائل من نوع تتبع المسارات (Trajectory Tracking). وتعمل الطريقة كما يلي:
- يكون لدينا الدالة أو المسار الذي نريد تتبعه
- نأخذ هذا المسار في مجال يسمى مجال الاستشراف أو مجال التكهن (Prediction Horizon)
- في هذا المجال يتم حساب أو حل مشكلة تحكم مثالي أي القيام بعملية تحسين (عادة استنادا إلى دلالة تكامل تحتوي على خاصيات معينة كمخرج المتحكم حيث لا نريد بمتحكمنا بذل جهد كبير للتحم في النظام. كما يحتوي التكامل عادة على الفارق أو الخطأ بين المسار المراد والمسار الحقيقي). في هذا المجال يتم تصغير الدلالة.
- طريقة المتحكم الاستشرافي التي تعمل على الحواسيب الرقمية لاحقا تأخذ القيمة المتحصلة عليها في العملية أعلاه وتستعملها في الخطوة الزمنية الموالية. ورغم أنها يمكن أن تأخذ هذه النتيجة لمدة أطول(مجال التكهن) إلا أنها لا تأخذ هذه النتيجة إلى في الخطوة الزمنية الموالية وفي كل خطوة تعيد الخوارزمية من جديد. ولذلك العديد من المحاسن فبذلك يتحقق أنه دائما الحسبات تكون على ضوء معطيات جديدة أو آنية أي قيم جديدة للمستشعرات.

## تقديم رياضياتي
يقوم مبدأ التحكم الأستشراقي على محاولة حساب أقل قيمة لمعيار حسابي أو دلالة (functional) في كل عملية تشغيل للنموذج. هذا المعيار
حيث أن هذه المعادلة هي الصيغة المتقطعة (discrete) للمعيار الحسابي.و يتم ذلك باستخدام عدد Nu من مداخل التحكم المستقبلية
بحيث تعبر N1 عن الحد الأدنى لأفق التنبؤ و N2 عن الحد الأقصى لأفق التنبؤ. أما ρ فهي معيار توازن للتحكم في قيمة الغرامة النتاجة عن الجزء الثاني من المعادلة على مقدار المعيار الحسابي الكلي.
للأنظمة اللاخطية يجب حساب تحقيق الأمثلية للمعادلة عند كل عينة، مما يؤدي إلى التنبؤ بمجموعة من القيم المستقبلية لمدخل المتحكم (هنا تم الإشارة إلى مجموعة قيم نظرنا لتركيزنا على الصيغة المتقطعة للإشكال في الصيغة الرياضية المتصلة يتم الحصول على دالة رياضية)، من هذه المجموعة يتم إدخال أول قيمة (في الصيغة المتصلة أول جزء من الدالة وطول الجزء هو طول الفترة الزمنية بين عمليتي تحسين)إلى النظام.
أما بالنسبة للأنظمة الخطية فيتم تحقيق الأمثلية بشكل مسبق ويتم تحويل التحكم من استشراقي إلى تحكم خطي آني.

## وصلات خارجية
- (بالألمانية)

```
عن التحكم الاستشرافي
```

- (بالإنجليزية) تقرير يقدم ملخص عن التحكم الاستشرافي